# Ajakka
Ajakka eller Ajakanjärvi är en sjö i Finland. Den ligger i kommunen Kuusamo i landskapet Norra Österbotten, i den nordöstra delen av landet, 700 km norr om huvudstaden Helsingfors. Ajakka ligger 246,1 meter över havet. Den är 41,3 meter djup. Arean är 86 hektar och strandlinjen är 8,39 kilometer lång. Sjön  ingår i Koundaälvens huvudavrinningsområde. 